# Air Sénégal International
Pour les articles homonymes, voir ASI.
Air Sénégal International ou ASI (code AITA : V7 ; code OACI : SNG) est une ancienne compagnie aérienne du Sénégal, membre du groupe Royal Air Maroc.
Son premier vol date du 23 février 2001.
La compagnie était basée à l'aéroport international de Dakar-Léopold Sédar Senghor.
En proie à de graves problèmes financiers, la compagnie a pris la décision de suspendre ses vols à compter du 24 avril 2009.

## Histoire
Créée à l'origine en 1971, (OACI : DSB - AITA : DS), la compagnie Air Sénégal avait finalement déclaré faillite le 1er février 2000.
À la suite de cette faillite, des négociations furent effectuées avec différents partenaires de l'État du Sénégal. 
Elle aboutissent à la reprise des opérations par la Compagnie Royal Air Maroc par le biais d'une nouvelle compagnie nommée Air Sénégal International (OACI : SNG - AITA : V7) qui démarre ses opérations le 23 février 2001. 
À la suite de cet accord, la majorité des actions fut remise en 2000 au groupe Royal Air Maroc (51 %). L'apport a été valorisé à la valeur d'un Boeing 737-500 introduit par la Royal Air Maroc.
Le transporteur international se voit donc privatisé à 51 % avec 49 % des parts appartenant à l'État du Sénégal, ce qui lui permet de devenir l'un des transporteurs aériens majeur en Afrique de l'Ouest.
L'équilibre financier atteint presque dès le début des activités de la compagnie se trouve mise à mal par des problèmes de gestion. Des remaniements sont effectués dans la structure du management qui devient plus sénégalais.
Le 24 avril 2009, la compagnie cesse ses activités à la suite de la rupture avec la Royal Air Maroc. Des négociations sont mises en place pour tenter de sauver la compagnie et aboutissent en octobre 2009 à la création d'une nouvelle compagnie, dénommée Sénégal Airlines qui démarre ses activités début 2011.

## Flotte

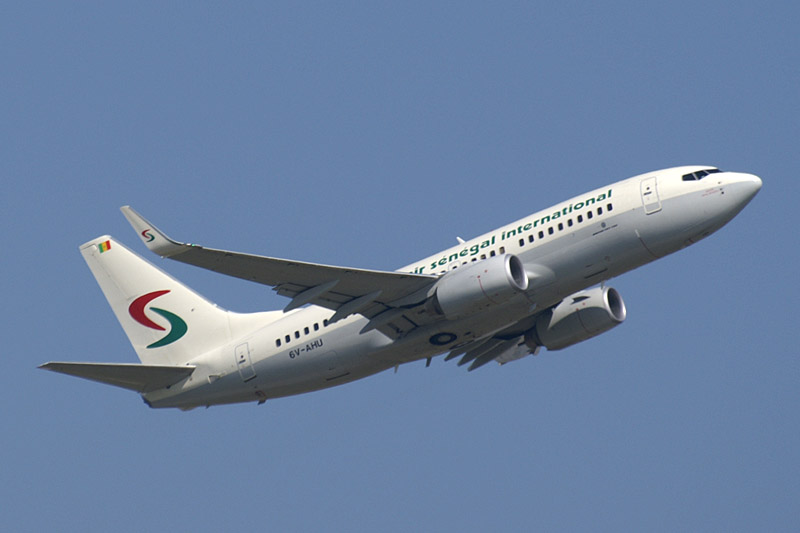
Boeing 737-700

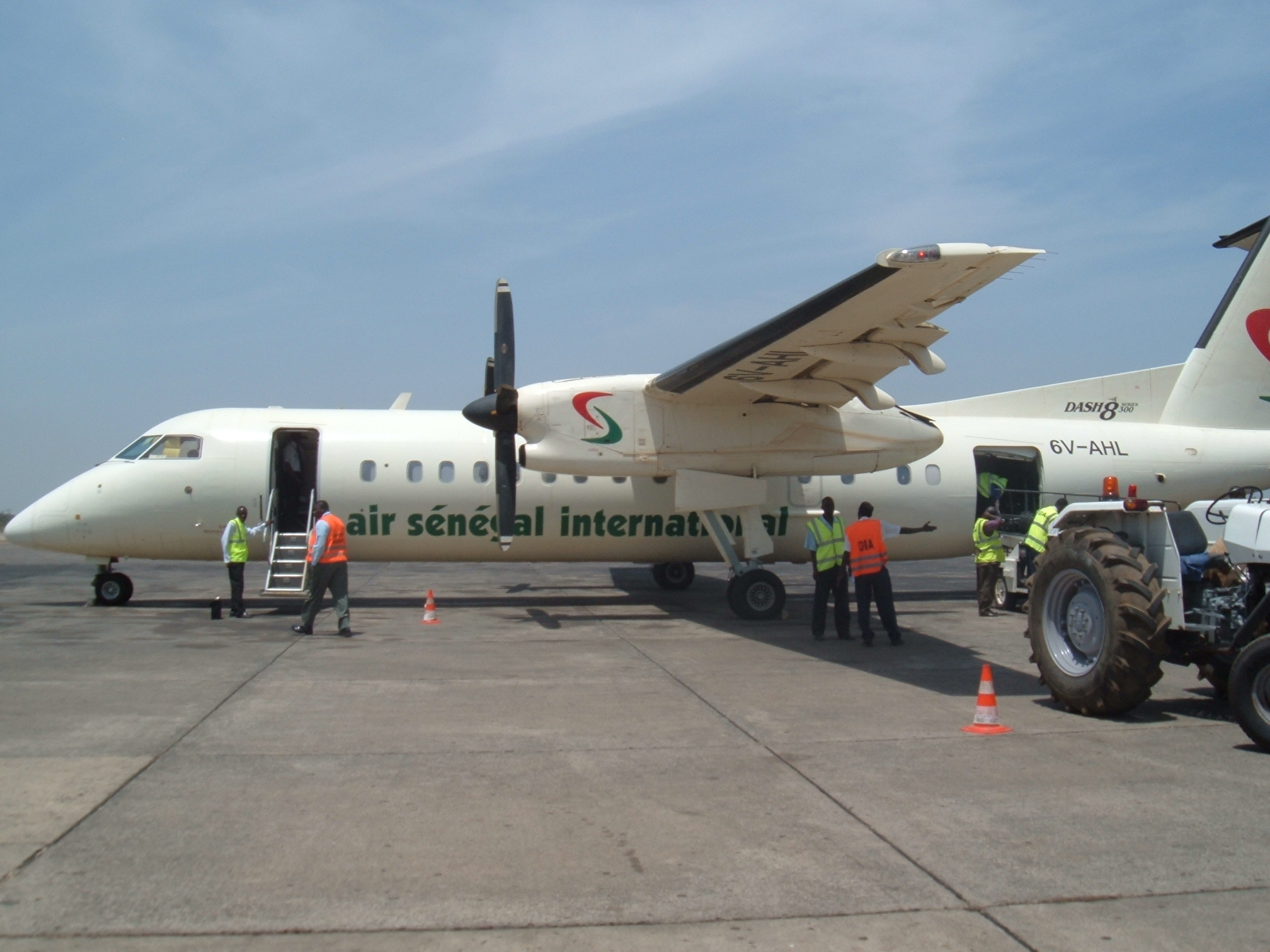
Un Dash 8 Q300 à l'aéroport de Banjul

Air Sénégal International disposait d'une flotte constituée de 3 Boeing 737-700 et 1 De Havilland Dash 8 Q300 pour les liaisons régionales :
- 1 Boeing 737-700 acquis auprès de Boeing
- 2 Boeing 737-700 en crédit-bail auprès de GECAS
- 1 Dash 8 Q300 acquis auprès de Bombardier (De Havilland)

Les Boeing 737-700 en version 12 sièges Business et 102 sièges en économique sont en général utilisés pour relier l'Afrique à l'Europe, mais aussi sur certaines dessertes régionales.
Quant au Dash 8 Q300, il est réservé aux destinations domestiques (Tambacounda, Ziguinchor) et à quelques pays avoisinants dont les aéroports ne peuvent pas accueillir de plus gros appareils ou dont le trafic ne justifie pas une plus grosse capacité.

## Destinations[Quand?]
- Au Sénégal : Cap Skirring, Dakar, Saint-Louis, Tambacounda et Ziguinchor
- En Afrique de l'Ouest : Abidjan, Bamako, Banjul, Bissau, Conakry, Cotonou, Lomé, Niamey, Nouakchott, Ouagadougou et Praia
- En Europe : Paris, Lyon, Marseille
- Casablanca en partage de codes avec Royal Air Maroc
- Bruxelles en partage de codes avec Brussels Airlines
- Madrid en partage de codes avec Iberia
- Johannesburg et New York en partage de codes avec South African Airways

## Partenaires
- Royal Air Maroc
- South African Airways
- Cabo Verde Airlines
- Iberia
- SN Brussels Airlines
- Kenya Airways
- Air Europa
- TAP Air Portugal
- Ethiopian Airlines
- China Southern Airlines
- Kenya Airways
- Bellview Airlines
- Air France
- TAP

## Activité
La compagnie a réalisé, en 2007, un coefficient de remplissage de 71,4 %, soit plus de 10 points en plus ; une utilisation de 13 heures par jour des avions, un chiffre d'affaires de 74 260 533 270 de francs CFA et un résultat d'exploitation de 4 030 221 000 de francs CFA.
Le classement des 500 meilleures entreprises africaines situe la société à la 412e place en 2007 (422e l'année précédente). C'était la dixième entreprise sénégalaise dans ce palmarès annuel.